# Llista de monts de pietat dels Països Catalans
Aquesta és una llista incompleta dels principals monts de pietat que han existit als Països Catalans, ordenats per l'any que van ser fundats.